# Eiichirō Oda
Pour les articles homonymes, voir Oda (homonymie) et Eiichirō.
尾田 栄一郎
Œuvres principales
- Wanted
- One Piece

Eiichirō Oda (尾田 栄一郎, Oda Eiichirō), né le 1er janvier 1975 à Kumamoto dans la préfecture de Kumamoto, au Japon, est un mangaka.
Il est connu pour avoir écrit le manga le plus vendu au début du XXIe siècle au Japon et dans le reste du monde : One Piece, entré dans le Livre Guinness des records pour être devenu le manga au tirage le plus important du monde en décembre 2014.

## Biographie

### Carrière professionnelle
Enfant, Oda se passionne pour Dragon Ball d’Akira Toriyama et la série Vic le Viking,  dont les univers l'influenceront dans la création de One Piece.
En 1992, il reçoit les honneurs du 44e Prix Tezuka pour sa nouvelle Wanted, un western dont le héros est hanté par le fantôme d’un homme qu’il a tué. L’année suivante voit sa première publication professionnelle, Un présent divin (神から未来のプレゼント, Kami kara mirai no puresento), dans le Jump Original d’octobre 1993. La même année, il gagne le concours de talent mensuel organisé par la rédaction du Weekly Shōnen Jump, le prix du manga Tenkaichi, avec la nouvelle intitulée Le démon solitaire (一鬼夜行, Ikki Yakō).
Après avoir abandonné l’université, il se rend à Tokyo en 1994 et devient l’assistant de trois mangakas travaillant pour le Weekly Shōnen Jump : Shinobu Kaitani (Midoriyama Police Gang), Masaya Tokuhiro (Jungle no ōja tar-chan, Mizu no tomodachi kapparman) et Nobuhiro Watsuki (Kenshin le vagabond). Il travaille alors aux côtés d’un autre assistant : Hiroyuki Takei, qui créa par la suite Shaman King.
En parallèle de son travail d’assistant, Eiichirō Oda publie deux nouvelles : Monsters dans le Autumn Special de 1994 et la première des deux versions de Romance Dawn dans le Summer Special de 1996. Quelques mois plus tard, il fait enfin sa première apparition dans les pages du Weekly Shōnen Jump avec la deuxième version de Romance Dawn.
Mais Oda ne connait véritablement le succès qu’après la publication du premier chapitre de son œuvre phare, One Piece, dans le numéro 34 du Weekly Shōnen Jump de 1997. Le manga gagne alors très vite en popularité et devient une référence incontournable du genre shōnen au même titre que Dragon Ball d’Akira Toriyama. Il est l’un des rares mangakas à avoir dépassé la barre des 100 millions de mangas vendus pour une œuvre au Japon et chaque nouveau tome de la série se vend à plus de trois millions d’exemplaires.
Le 25 décembre 2006, pour célébrer le 10e anniversaire de One Piece, le Weekly Shōnen Jump publie Cross Epoch, un crossover réalisé par Eiichirō Oda et Akira Toriyama (son exemple parmi les mangakas).
En octobre 2009, le manga One Piece atteint la barre de 170 millions d’exemplaires vendus au Japon d’après Shūeisha et bat ainsi le précédent record détenu par Dragon Ball, écoulé à 150 millions d’exemplaires.
C’est en novembre 2010 que One Piece atteint la barre des 200 millions d’exemplaires vendus au Japon. Oda devient donc le premier mangaka à atteindre ce stade, avec seulement une série. En novembre 2013, c’est 300 millions d’exemplaires de One Piece qui sont imprimés au Japon,. One Piece est donc le manga le plus vendu au monde.
En 2017, alors que One Piece fête son 20e anniversaire, il est annoncé que le manga a été édité à plus de 450 millions d'exemplaires. Au Japon, le tirage s'élève à 380 millions d'exemplaires, tandis que dans le reste du monde ce sont 70 millions d'exemplaires des aventures du célèbre pirate qui sont en circulation (dans 42 pays).

## Œuvres

### One Piece
Premier manga de Eiichirō Oda débuté en 1997 et toujours en cours ; entré dans le Livre Guinness des records pour être devenu le manga au tirage le plus important du monde en décembre 2014.
Monkey D. Luffy, héros de l'histoire, veut devenir le roi des pirates ; pour cela, il doit récupérer le One Piece, trésor caché par le précédent roi des pirates, Gol D. Roger. Luffy s'inspire du célèbre pirate Shanks le roux, qu'il a rencontré pendant son enfance. Ce dernier lui confie un chapeau de paille, très précieux pour Luffy, qui le considère comme son trésor. Par accident, Luffy mange un « fruit du démon » qui rend son corps élastique mais à cause duquel il ne pourra plus jamais nager. Il entreprend alors de chercher un équipage : Roronoa Zoro, un sabreur, Nami, une navigatrice, Usopp, un tireur d'élite, Sanji, un cuisinier, Tony-Tony Chopper, un médecin, Nico Robin, une archéologue, Franky, un charpentier, Brook, un musicien et Jinbe, un timonier. Ils partent ensemble vers la « route de tous les périls », où se rassemblent les équipages de pirates les plus puissants du monde. Le 13 mars 2015, un parc à thème One Piece a ouvert dans la tour de Tokyo : Tokyo One Piece Tower.

### Wanted!recueil d’histoires courtes
Wanted! recueil d’histoires courtes (WANTED! 尾田栄一郎短編集, WANTED! Oda Eiichirō tan henshū) est un recueil de cinq histoires courtes créées par Eiichirō Oda au début de sa carrière et paru en 1998 au Japon. L’édition française date de 2011.

#### Wanted!
Publié en 1992 dans le cadre du 44e prix Tezuka (2de édition de l’année 1992) sous le pseudonyme Tsuki himizu kikondō (月火水木金土, litt. les jours de la semaine du lundi au samedi). Ce court est récompensé du premier prix à égalité avec deux autres jeunes mangakas. Ce premier récit donne son nom au recueil.
Wanted! se déroule à l’époque de la conquête de l'Ouest. Gill Bastar, le héros, à la suite d'un ensemble de quiproquos, a vu sa tête mise à prix ; traqué par des chasseurs de primes, la récompense pour sa mort augmente après chaque victoire contre ceux-ci. Hanté par Wild Joe, un chasseur de primes précédemment tué, il va être forcé par ce dernier à provoquer en duel Shino Phoenix, un tueur engagé pour le tuer.

#### Un présent divin(神から未来のプレゼント,Kami kara mirai no purezento?)
Premier récit publié à titre professionnel, cette seconde histoire courte est paru dans le Monthly Shōnen Jump d’octobre 1993.
Bran est jeune pickpocket souhaitant se racheter, malheureusement pour lui, il vole sans y penser. Excédé par ce comportement, Dieu décide qu’il est temps d’arrêter ses méfaits et écrit dans le carnet du Destin qu’une météorite s’écrasera « chez Bran » en fin de journée en pensant à la maison du héros. Hélas, « chez Bran » est aussi le nom d’un grand magasin très fréquenté et, ayant perdu la gomme du Destin, il ne peut plus annuler l’évènement. Dieu décide alors de proposer à Bran de sauver les clients en échange de sa rédemption.

#### Le démon solitaire(一鬼夜行,Ikki Yakō?)
Paru dans le Akamaru Jump du printemps 1994, récompensé par le prix du manga Tenkaichi, troisième récit complet du recueil.
Guko, un bonze peureux, est à la recherche de son maître. En chemin, il croise un monstre. Il fuit donc jusqu'au village le plus proche où les villageois l'obligent à chasser le monstre.

#### Monsters
Paru dans le Akamaru Jump de l’automne 1994, quatrième récit complet du recueil.
Ryuma, jeune samouraï, est sur le point de mourir de faim quand une jeune serveuse lui donne à manger. À ce moment Cyrano, l'homme qui a auparavant sauvé une ville d'un dragon ainsi que la serveuse se trouve au même endroit, et provoque Ryuma sans le vouloir en touchant son sabre. Un duel s'engage alors entre eux, mais est interrompu par la serveuse. Plus tard, Ryuma croise un passant qui le provoque à son tour, et prétexte que Ryuma l'a blessé et a détruit la corne du dragon, qui entraîne l'apparition d'un dragon destructeur... Ryuma se rend alors compte que le passant n'est rien d'autre qu'un complice de Cyrano qui utilise le dragon pour voler les richesses des différentes villes. Il décide alors de venger la serveuse qui servait de prestige à Cyrano, et de tuer le dragon.
Le récit est lié à l’univers de One Piece, le héros apparaissant en tant que zombie dans l'arc Thriller Bark

#### Romance Dawn
Première version paru dans le Akamaru Jump de l’été 1996, deuxième version dans le Weekly Shōnen Jump de la 41e semaine de 1996, cette dernière correspond au cinquième récit complet du recueil.
Eiichirō Oda a créé deux versions de Romance Dawn, qui sont des histoires pilotes qui ont servi à la réalisation de One Piece. Monkey D.Luffy, homme élastique, veut réaliser son rêve de devenir pirate alors qu'il ne peut pas nager. Dans la version parue en France dans le recueil Wanted!, Luffy se fait capturer et il combat alors le chef de l'équipage pour pouvoir reprendre la mer sur une petite barque.

#### Cross Epoch
Paru en 2007, cross-over avec Dragon Ball en collaboration avec Akira Toriyama

#### Jisshoku! Akuma no Mi!!(実食! 悪魔の実!!?,litt.Le Goût du fruit du démon!!)
Paru en 2011, cross-over avec Toriko en collaboration avec Mitsutoshi Shimabukuro

## Distinctions
- 1992 : Prix Tezuka pour Wanted!
- 2000 : Nommé au prix culturel Osamu Tezuka pour One Piece
- 2001 : Nommé au prix culturel Osamu Tezuka pour One Piece
- 2002 : Nommé au prix culturel Osamu Tezuka pour One Piece
- 2011 :  Prix Peng ! du meilleur manga du Japon ou d'Asie orientale pour One Piece
- 2012 : Grand prix de l'Association des auteurs de bande dessinée japonais pour One Piece
- 2015 : One Piece dans le livre Guinness des records pour « le plus grand nombre d'exemplaires en circulation de la même série de BD par un même auteur » avec 320 866 000 exemplaires  publiés dans plus de 30 pays[7].
- 2018 : Prix de la préfecture de Kumamoto en reconnaissance pour son soutien aux travaux de reconstruction après les séismes de 2016 de Kumamoto[8]
- 2022 : 2e record pour One Piece dans le livre Guinness des records[9]
- 2023 : 18e prix Shin Watanabe pour sa contribution à One Piece Film: Red[10]